# Halloween V – Die Rache des Michael Myers
Halloween V – Die Rache des Michael Myers ist ein Horrorfilm des Schweizer Filmregisseurs Dominique Othenin-Girard aus dem Jahr 1989 und knüpft nahtlos an Halloween IV – Michael Myers kehrt zurück an. Er ist der fünfte Teil der Halloween-Reihe.

## Handlung
Michael Myers ist bei dem Sturz in den Schacht und der folgenden Explosion (aus Halloween IV) nicht umgekommen und konnte aus dem Erdloch rechtzeitig herauskriechen. Er kriecht weiter, bis er auf den hinter dem Wald liegenden Fluss stößt. Dort lässt er sich stromabwärts treiben, bis er schließlich ans Ufer gespült wird. Er schleppt sich zu einer nahegelegenen Hütte, in der sich ein Obdachloser eingenistet hat, und bricht die Tür auf. Mit letzter Kraft versucht er, seinen nächsten Mord zu begehen, bricht aber zusammen, ehe er seine Schreckenstat ausüben kann. Der obdachlose Mann zieht ihm die Maske vom Gesicht und pflegt ihn gesund.
Ein Jahr später wacht Myers aus dem Koma auf und ist wie eh und je auf Mord bedacht. Er greift sich seine Maske vom Haken und tötet den Obdachlosen mit einem Schlachtermesser.
Jamie, die Nichte von Michael Myers, hat seine Attacken überlebt, seitdem aber kein Wort mehr gesprochen. Sie wird seit jener Nacht im Kinderkrankenhaus von Haddonfield behandelt. Auch Dr. Loomis ist an ihr interessiert, denn sie hat eine übersinnliche Verbindung zu Michael, die er sich zunutze machen möchte, um Myers zu finden.
Währenddessen ist Myers schon auf dem Weg nach Haddonfield, um die Jagd auf seine letzte noch lebende Verwandte fortzusetzen. Er dringt ins Haus von Rachels und Jamies Eltern ein und tötet Rachel mit einer Schere. Auch andere Freunde von Rachel müssen ihr Leben lassen, sobald sie Michael über den Weg laufen. Immer wieder sieht man dabei, wie ein dunkel gekleideter Mann mit einem großen Koffer auf dem Weg nach Haddonfield ist, der anscheinend an den bizarren Ereignissen interessiert ist.
Am Halloweenabend kommt es, wie erwartet, zum Showdown zwischen Dr. Loomis und Myers. Dieser kann ihn durch eine List mit Jamie als Lockvogel und einem Netz einfangen und mit letzter Kraft unschädlich machen.
Die Polizei nimmt sich Myers an und sperrt ihn in eine Zelle des Haddonfield Police Department ein. Unterdessen ist der schwarz gekleidete Mann auf dem Weg zur Polizeistation. Dort angekommen, schießt er alle Polizisten, die Dienst haben, nieder und befreit Myers aus seinem Gefängnis. Nachdem alles vorbei ist, geht Jamie ins Department und durch die verwüsteten dunklen Gänge des Gefängnisses. Sie begreift nun, was passiert ist, und weint verzweifelt um ihr Leben.

## Hintergrund
- Das Myers-Haus ist ein komplett anderes als in den ersten beiden Teilen.[2]
- Ellie Cornell empfand ihren vorgesehenen Filmtod als zu grausam und ließ ihn umschreiben. Myers rammt Rachel eine Schere in die Schulter anstelle des Mundes.[3]
- Der Film spielte nur 11,6 Millionen US-Dollar ein und ist somit der erfolgloseste der Reihe.[4]
- John Carpenter konnte aufgrund der Vertragsgestaltung zu Halloween – Die Nacht des Grauens nichts dagegen tun, als einer der Drehbuchautoren genannt zu werden, obwohl er an dem Script gar nicht beteiligt war. Man nannte ihn, weil sein Drehbuch zum ersten Teil der Halloween-Reihe die Vorlage für die Charaktere auch dieses Films lieferte. So ist er in der Internet Movie Database folgendermaßen verzeichnet: „Script: John Carpenter (characters)“. Zudem wird er auch als Komponist des Soundtracks genannt, weil Stücke von diesem schon erstmals im ersten Teil der Reihe verwendet wurden.
- Der Film war bis August 2013 indiziert. Dem Antrag des Rechteinhabers auf vorzeitige Listenstreichung durch die BPjM wurde nach einer erneuten Sichtung stattgegeben. Eine Neubewertung durch die FSK ergab ungeschnitten die Altersfreigabe ab 16 Jahren.[5] Am 31. Oktober 2013 lief im Rahmen einer Halloween-Sondersendung erstmals die ungeschnittene Fassung im Deutschen Fernsehen über den Pay-TV-Sender Sky Action HD.
- Im Jahr 2014 erschien Halloween V – Die Rache des Michael Myers nach einer Neuprüfung durch die FSK erstmals in Deutschland in der ungeschnittenen Fassung mit einer Freigabe ab 16 Jahren. Im Rahmen dessen wurde der Film auf Blu-Ray veröffentlicht und zeigt diesen Teil der Halloween-Reihe erstmals in Full-HD-Auflösung.[6]

### Synchronisation
| Rolle             | Schauspieler     | Sprecher         |
| ----------------- | ---------------- | ---------------- |
| Dr. Sam Loomis    | Donald Pleasence | Jochen Striebeck |
| Rachel Carruthers | Ellie Cornell    | Katrin Fröhlich  |
| Jamie Lloyd       | Danielle Harris  | Sabine Bohlmann  |
| Spitz             | Matthew Walker   | Philipp Moog     |
| Deputy Charlie    | Troy Evans       | Willi Röbke      |

## Kritik
„Weiterer Aufguß des Erfolgsschockers, der kaum Spannung erreicht, da er sich auf bloßes Abfilmen beschränkt. Pausenlose Schwenks und Kamerafahrten produzieren eher Hektik als Spannung.“